# Gueorgui Gapón
Gueorgui Apolónovich Gapón (en ruso, Георгий Аполлонович Гапон; 1870-10 de abril de 1906) fue un sacerdote ortodoxo ruso y un líder popular de la clase obrera antes de la Revolución rusa de 1905.

## Primeros años
Gapón era hijo de un granjero rico de la región de Poltava. Fue educado en un seminario. Se casó en 1896 y, tras la muerte de su esposa en 1898, se trasladó a San Petersburgo y se graduó allí en la academia de teología, en 1903.
El padre Gapón organizó la Asamblea de Obreros Industriales Rusos de San Petersburgo, auspiciada por el Departamento de Policía y la policía secreta de San Petersburgo, la Ojrana. Los objetivos de la Asamblea consistían en defender los derechos de los trabajadores y aumentar su moral y fe religiosa. Solo los adscritos a la confesión ortodoxa podían acceder a sus cargos. Pronto la organización alcanzaría doce divisiones y ocho mil miembros, y Gapón trató de extender sus actividades a Kiev y Moscú. 

## Domingo Sangriento

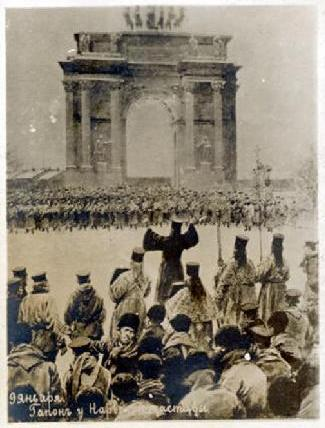
Gapon cerca de la puerta de Narva.

Desde finales de 1904, Gapón comenzó a colaborar con radicales que defendían la abolición de la autocracia zarista. El 9 de enerojul./ 22 de enero de 1905greg., un día después de que estallara la huelga general en San Petersburgo, Gapón organizó una marcha de obreros con el fin de presentar una misiva al zar, que acabaría en el Domingo Sangriento. Sus seguidores le salvaron la vida aquel día.
Tras estos sucesos, excomulgó al emperador y exhortó a los trabajadores a que actuaran contra el régimen, pero muy pronto huiría al extranjero, donde mantuvo estrecho contacto con el Partido Social-Revolucionario. Tras el Manifiesto de Octubre regresó a Rusia y continuó su relación con la Ojrana.

## Muerte

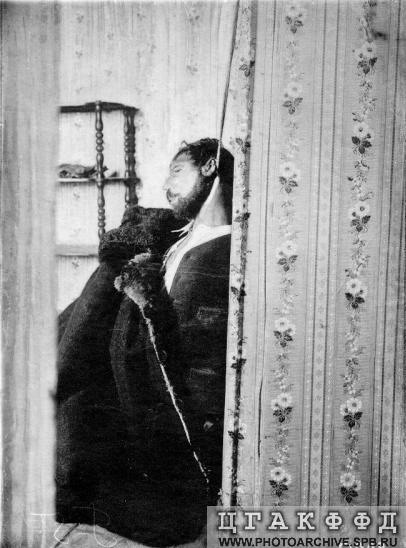
Muerte de Gapón.

Sospechoso de ser un agente provocador, Gapón fue ahorcado en una cabaña en San Petersburgo a manos de Pinhas Rutenberg, quien paradójicamente había marchado junto a él en el Domingo Sangriento, ejecutando así una sentencia de muerte emitida por la dirección del Partido Social-Revolucionario.